# نصرت أباد (كتول)
نصرت أباد (بالفارسية: نصرت‌آباد) هي قرية تقع في إيران في قسم کتول الریفي. يقدر عدد سكانها بـ 563 نسمة .